# Villar del Olmo
Villar del Olmo er en by og kommune i det centrale Spanien i Madrid-regionen. Den har et indbyggertal på 2.277 (2024) indbyggere.